# 白眼河燕
白眼河燕（学名：Pseudochelidon sirintarae，又称诗琳通公主鸟）是一種河燕。牠們只有一個在泰國發現的標本，自1980年就沒有了牠們的蹤跡，可能已經滅絕。
成年白眼河燕是中等身型的燕子，主要呈黑綠色，臀部呈白色，尾巴有兩條特長的羽毛。牠們的眼睛白色，喙闊及呈黃綠色。雄鳥與雌鳥相似，但雛鳥的尾巴則沒有這兩條羽毛，整體亦較為褐色。有關牠們的行為或繁殖習性所知甚少，應該是在空中捕捉昆蟲來作為食物，冬天在蘆葦叢中棲息。

## 分類

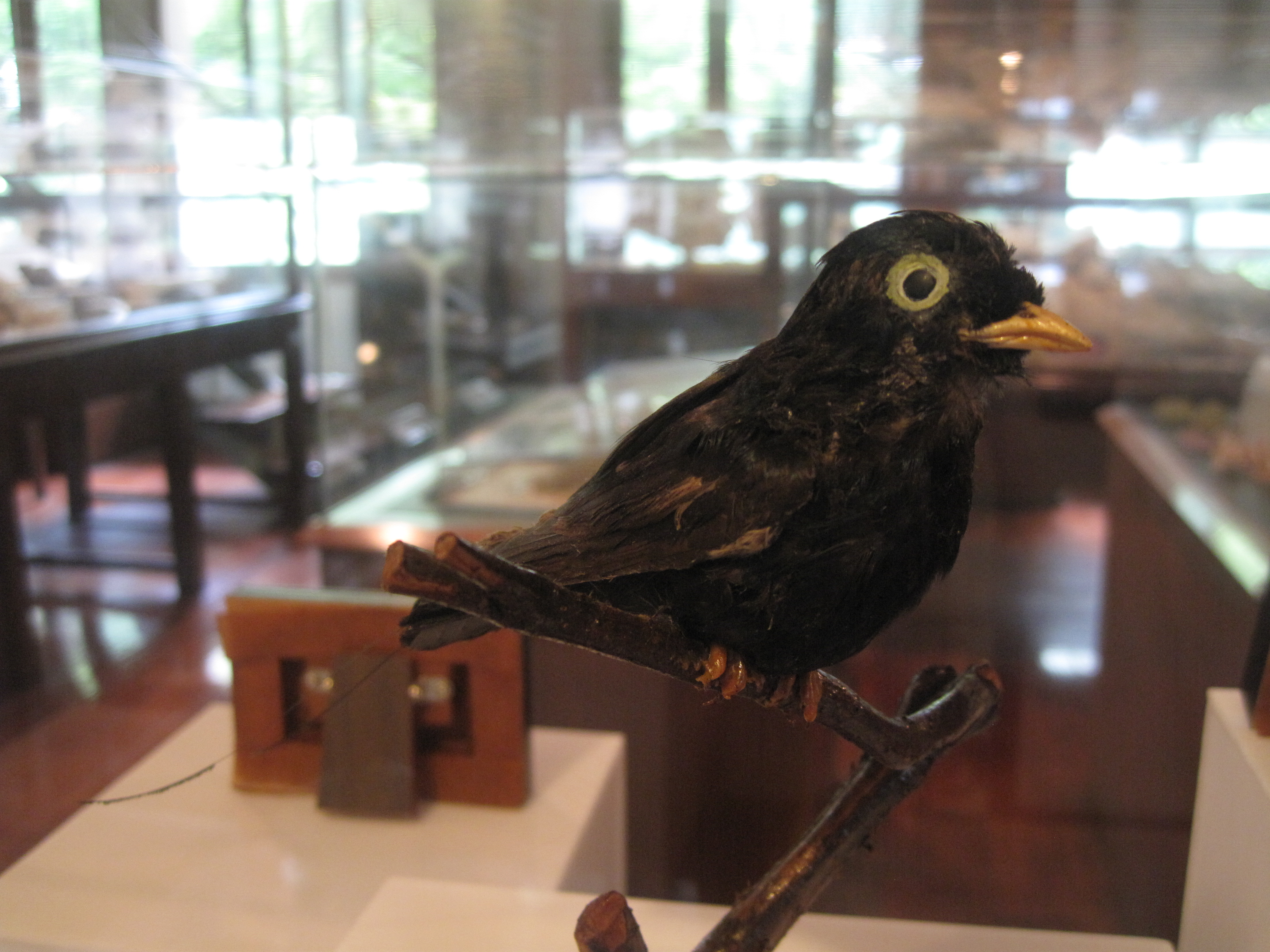
朱拉隆功大学自然历史博物馆的标本

白眼河燕是兩種河燕中的一種，另一種是非洲河燕。這兩種河燕有一些獨有的特徵，包括粗壯的腳及腳掌，並圓頓的喙。從牠們的特徵及彼此間相距甚遠的分佈地，可見牠們是與主要燕子分支出來的後裔。非洲河燕與白眼河燕最為不同的地方是牠們喙及眼睛大小，可見牠們所吃的不同，白眼河燕主要吃較大的獵物。白眼河燕的口腔脹大及堅硬，不像非洲河燕的般柔軟及肉質。
於1972年，白眼河燕是分類在Eurochelidon屬中，雖然後來很學者不怎麼使用，但現時國際鳥盟仍然沿用此名字。白眼河燕的種小名是為紀念泰國的詩琳通公主。

## 分佈及棲息地
白眼河燕是於1968年在北攬坡府發現的，共採集了9個標本。
白眼河燕一般會在11月至2月間在當地出現，估計牠們會在淡水湖的附近覓食，晚間在蘆葦床墊棲息過冬。牠們可能是候鳥，但繁殖地方不明，泰國北部或中國西南部的河谷是可能的地方。有指白眼河燕在柬埔寨及緬甸出沒，但有可能只是遷徙途經此地。
若白眼河燕的繁殖地與非洲河燕的相似，牠們有可能棲息在森林河谷。這些地方可以提供沙丘及島嶼築巢，而林地亦可讓牠們覓食。

## 特徵
成年白眼河燕是中等身型的燕子，長18厘米，主要呈黑色，有藍綠色光澤，臀部呈白色。背部呈黑色，有綠色光澤，在近尾部有一白間。頭部比背部更深色，下頜有黑絨毛。雙翼都呈黑色，黑色的尾巴有綠色光澤，有兩條特長的羽毛，長達9厘米。
白眼河燕的瞳孔及眼皮呈白色，喙闊及呈黃綠色，上頜端黑色。腳大而且強壯。過冬時牠們很靜，求愛時的叫聲不明。
雄鳥與雌鳥相似，但雛鳥的尾巴則沒有這兩條羽毛，整體亦較為褐色。雛鳥在1月及2月間開始換毛。

## 行為
由於沒有發現白眼河燕的繁殖地，所以有關牠們繁殖的資料不詳。不過牠們可能是於4月或5月季風前，在河流的沙丘築巢。在冬天，牠們與家燕一同棲息在蘆葦床墊。
白眼河燕主要吃昆蟲，包括甲蟲。根據牠們的體型及口部結構，估計牠們吃較大的昆蟲。牠們飛行得很優雅及輕巧，且不怎麼站著。其中一個標本的腳趾上沾有泥，估計牠們可能較為生活在陸上。

## 保育狀況
白眼河燕曾於1972年、1977年及1980年在泰國出沒，於1986年亦有未確認的報告。牠們被列為極危物種。由於未有詳細的勘察，故未被列為滅絕，但有可能已經在野外滅絕。
根據《瀕臨絕種野生動植物國際貿易公約》，白眼河燕是附錄一受保護動物，不過仍有捕捉牠們的情況，餘下的數量相信不能再生存下去。於2004年，在柬埔寨亦有指見到牠們的蹤跡。
白眼河燕的衰落可能是因失去棲息地所致，牠們的棲息地因興建堤壩而改變了河流、伐林及開發為農地等而消失。現時只有少量燕子棲息在當地，當中仍不見白眼河燕的蹤跡。

## 外部連結
- BirdLife Species Factsheet. （页面存档备份，存于）
- Oriental Bird Club photograph of White-eyed River Martin in hand
- Review of the Tobias (2000) article （页面存档备份，存于）